# EMD SD40-2
Die EMD SD40-2 ist eine Baureihe sechsachsiger dieselelektrischer Lokomotiven des US-amerikanischen Lokomotivherstellers General Motors Electro-Motive Division (EMD).
Insgesamt wurden 3949 Maschinen dieser Baureihe hergestellt. Damit zählt die SD40-2 zu den meistgebauten Diesellokomotiven der Welt. Aus dieser Baureihe wurde die British Rail Class 59 abgeleitet.
Offizielles Ende der Produktion war 1986, jedoch wurden 1988 und 1989 noch 25 aus der SD40-2 abgeleitete Maschinen an die CP-Rail mit breitem (Sicherheits-)Führerhaus und geschlossenem Fahrzeug-Aufbau als SD40-2F geliefert.

## Entwicklung
Die SD40-2 ist eine Weiterentwicklung der Baureihe EMD SD40. Hierbei setzte sich bei EMD erstmals ein modularer Aufbau der Komponenten durch. EMD bot die Dash 2-Modelle (englisch für „Strich 2“) analog zum Vorgänger in drei Leistungsklassen an. Neben der EMD SD40-2 (3000 hp, 2200 kW) wurden eine schwächere (EMD SD38-2, 2000 hp, 1490 kW) und eine stärkere (EMD SD45-2, 3600 hp, 2650 kW) Schwesterbaureihe entwickelt.

## Konstruktion
Wie bereits bei der Lokomotivfamilie EMD SD38, EMD SD40 und EMD SD45 sind alle drei Baureihen auf einem identischen Rahmen aufgebaut. Hierdurch waren die drei Baureihen gleich lang. Im Vergleich zu den Vorgängerbaureihen ist dieser jedoch um 0,91 Meter verlängert. Hingegen wuchs der lange Aufbau nur um 0,41 Meter, wodurch sich ein großer Überhang des Lokomotivrahmens ergab. In allen Dash 2-Baureihen wurden neuentwickelte Drehgestelle eingebaut, welche – nach Angaben des Herstellers – im Vergleich zu den Vorgängern höhere Zugkraft liefern.
Die SD38-2 und SD40-2 benutzen denselben Dieselmotor-Typ EMD 16-645E3. Die Typbezeichnung EMD 645 bedeutet, dass der Motor einen Hubraum pro Zylinder von 645 Kubikzoll hatte. Die Maschinen der Baureihen SD40-2 und SD38-2 besaßen 16-Zylindermotoren. Der Motor der SD 45 hingegen besitzt 20 Zylinder. Wegen der längeren Kurbelwelle beim 20-Zylinder-Motor der SD45 bzw. SD45-2 kam es immer wieder zu mechanischen Problemen, so dass bei späteren Umbauten zahlreiche Lokomotiven dieser Typen auf den schwächeren, aber zuverlässigeren 16-Zylinder-Motor umgerüstet wurden.
Im Gegensatz zur SD38-2 ist der Motor der SD40-2 aufgeladen, um eine höhere Leistung zu erzielen.
Augenfälligstes Unterscheidungsmerkmal der SD40-2 im Vergleich zur SD 38-2 ist die Anzahl der Dachlüfter am Ende des Fahrzeuges. Während die SD38-2 nur zwei Lüfter benötigt, wurde die SD40-2 mit drei Lüftern ausgestattet.

## Erstbesteller
Die folgende Liste enthält alle Bahngesellschaften, die SD 40-2 erstmals in Dienst stellten. Durch Unternehmenszusammenschlüsse wechselten teilweise die Besitzer der Maschinen.
| Gesellschaft                              | bestellte Maschinen     | Nummerierung (gesellschaftsintern)                                                                      | Bemerkungen                                             |
| US-amerikanische Bahnen                   | US-amerikanische Bahnen | US-amerikanische Bahnen                                                                                 | US-amerikanische Bahnen                                 |
| ----------------------------------------- | ----------------------- | --- | ------------------------------------------------------- |
| Atchison, Topeka and Santa Fe Railway     | 187                     | 5020–5192, 5200–5213                                                                                    | Größtenteils von BNSF übernommen                        |
| Burlington Northern Railroad              | 779                     | 900–925, 930–961, 980, 996, 6325–6385, 6700–6799, 6824–6836, 6917–6928, 7000–7291, 7832–7940, 8000–8181 | Größtenteils von BNSF übernommen                        |
| Baltimore and Ohio Railroad               | 20                      | 7600–7619                                                                                               | Heute bei CSX Transportation (siehe Bild)               |
| Chicago and North Western Railway         | 135                     | 6801–6935                                                                                               | Heute Union Pacific Railroad                            |
| Conrail                                   | 167                     | 6358–6524                                                                                               |                                                         |
| Clinchfield Railroad                      | 5                       | 8127–8132                                                                                               | Heute bei CSX Transportation                            |
| Illinois Central Gulf Railroad            | 4                       | 6030–6033                                                                                               |                                                         |
| Kennecott Utah Copper Corporation         | 7                       | 101–107                                                                                                 | Im Oktober 1986 an BC Rail verkauft                     |
| Kansas City Southern Railway              | 46                      | 647–692                                                                                                 |                                                         |
| Louisville and Nashville Railroad         | 191                     | 1259–1278, 3554–3612, 8000–8039, 8067–8086, 8095–8126, 8133–8162                                        | Heute bei CSX Transportation                            |
| Milwaukee Road                            | 90                      | 21–30, 171–209, 3000–3040                                                                               |                                                         |
| Missouri-Kansas-Texas Railroad            | 37                      | 600–636                                                                                                 | Heute bei Union Pacific Railroad                        |
| Missouri Pacific Railroad                 | 306                     | 790–838, 3139–3321, 6020–6073                                                                           | Heute bei Union Pacific Railroad                        |
| Norfolk and Western Railway               | 162                     | 1625–1652, 6073–6207                                                                                    | hohe Vorbauten                                          |
| Oneida & Western Transportation           | 8                       | 9950–9957                                                                                               | Im Mai 1987 an BC Rail verkauft                         |
| Chicago, Rock Island and Pacific Railroad | 10                      | 4790–4799                                                                                               |                                                         |
| Seaboard Coast Line Railroad              | 54                      | 8040–8066, 8087–8094, 8133–8161                                                                         | Heute bei CSX Transportation                            |
| St. Louis-San Francisco Railway           | 8                       | 950-957                                                                                                 |                                                         |
| Soo Line Railroad                         | 57                      | 757–789, 6600–6623                                                                                      |                                                         |
| Southern Railway                          | 128                     | 3201–3328                                                                                               | hohe Vorbauten, Heute bei Norfolk Southern Railway      |
| Union Pacific Railroad                    | 686                     | 3123–3239, 3243–3304, 3335–3399, 3410–3583, 3609–3808, 8000–8002, 8035–8099                             |                                                         |
| kanadische Bahnen                         |                         | |                                                         |
| Algoma Central Railway                    | 6                       | 183–188                                                                                                 |                                                         |
| BC Rail                                   | 17                      | 751–767                                                                                                 |                                                         |
| Canadian Pacific Railway                  | 484 + 25                | 5560, 5565–5879, 5900–6069, 9000–9024                                                                   | 1988 und 1989 25 zusätzliche SD40-2F mit breitem Aufbau |
| Ontario Northland Railway                 | 8                       | 1730–1737                                                                                               |                                                         |
| Quebec, North Shore and Labrador Railroad | 44                      | 221–264                                                                                                 |                                                         |
| Export                                    |                         | |                                                         |
| Boke Project (Guinea)                     | 3                       | 107–109                                                                                                 |                                                         |
| Ferrocarriles Unidos del Sureste (Mexico) | 4                       | 601–604                                                                                                 |                                                         |
| Ferrocarriles Nacionales de México        | 103                     | 8700–8798, 13001–13004                                                                                  |                                                         |

## Bilder

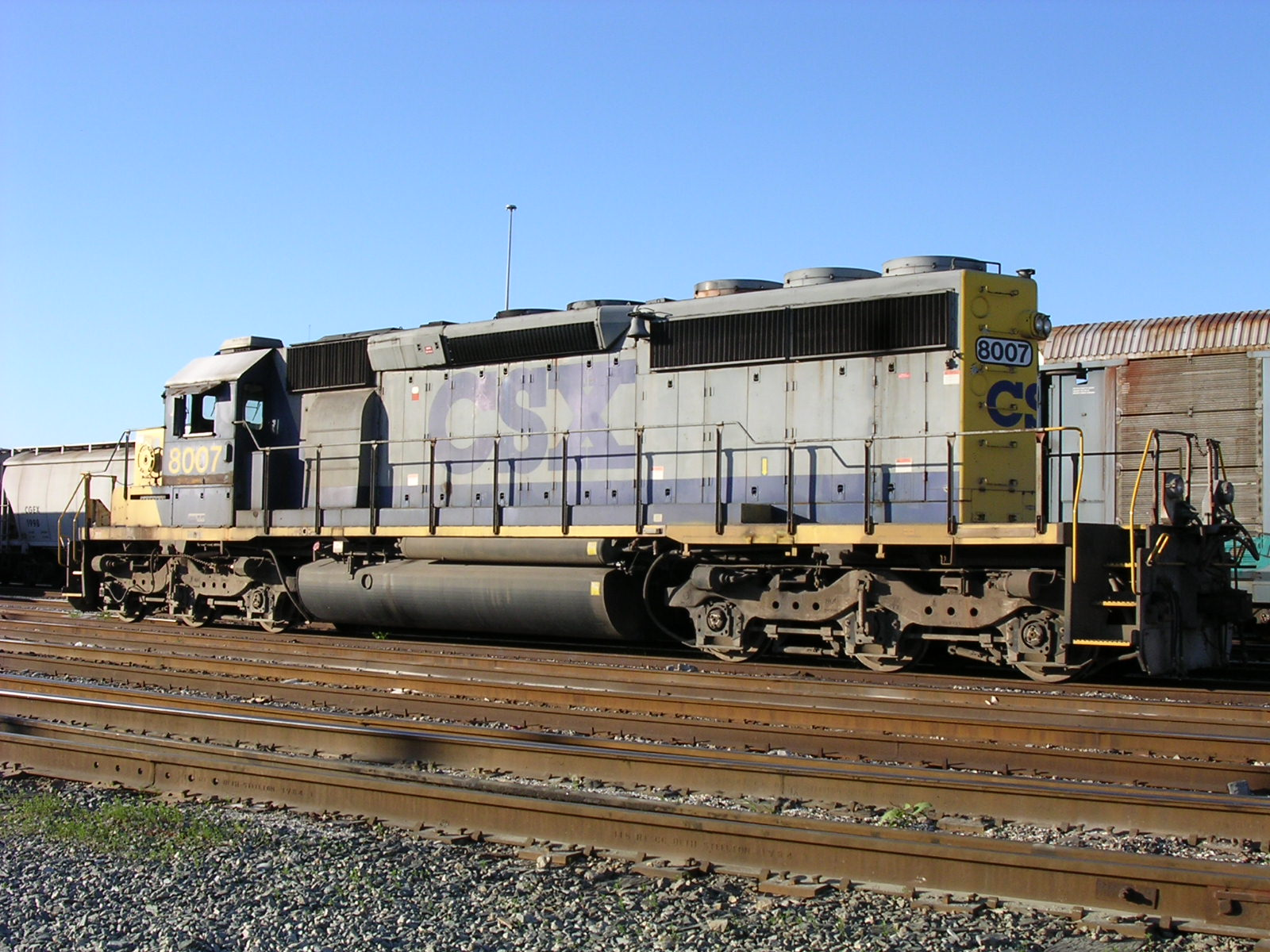
CSX #8007, deutlich ist der Überhang des Rahmens über die Aufbauten zu erkennen.
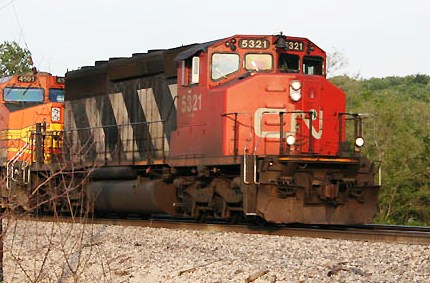
Canadian National Railway #5321, eine umgebaute SD40-2 mit neuem Führerhaus.
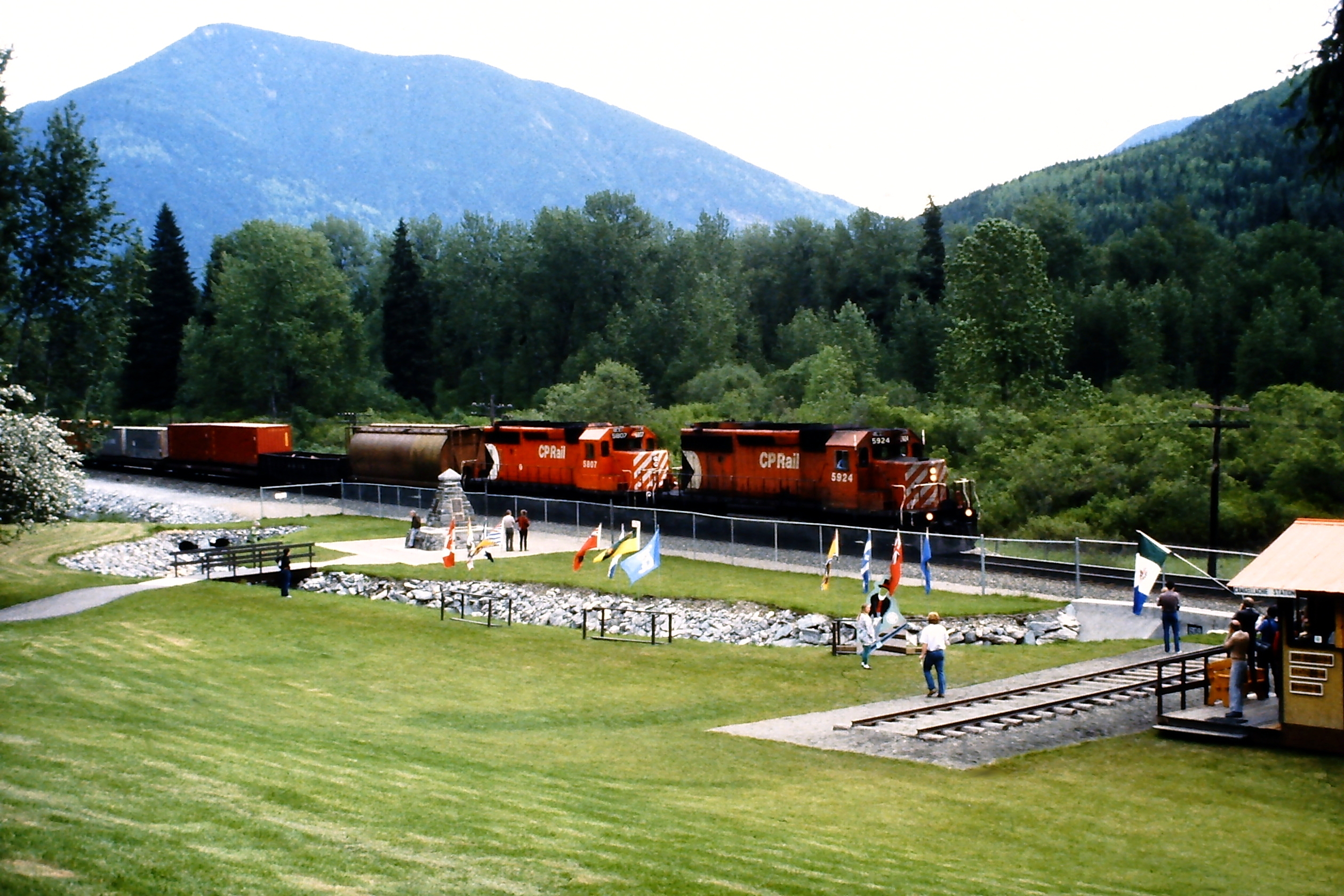
CP #5924 und #5807 Craigellachie
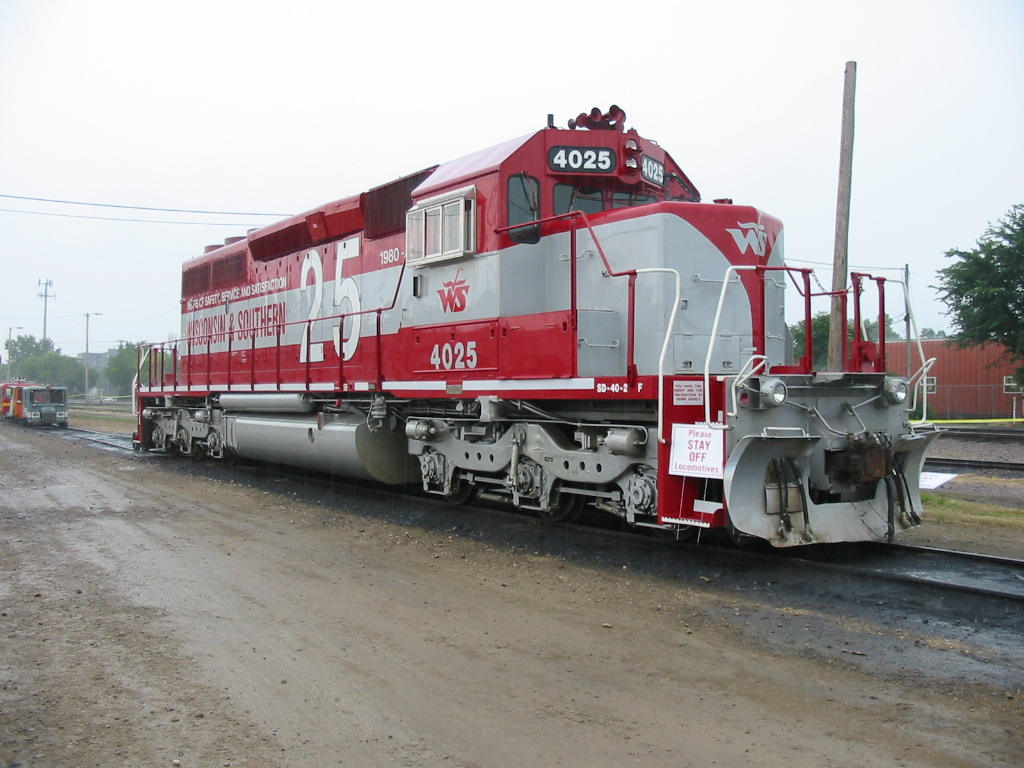
Wisconsin and Southern Railroad #4025, Lackierung zum 25. Jubiläum der WSOR.
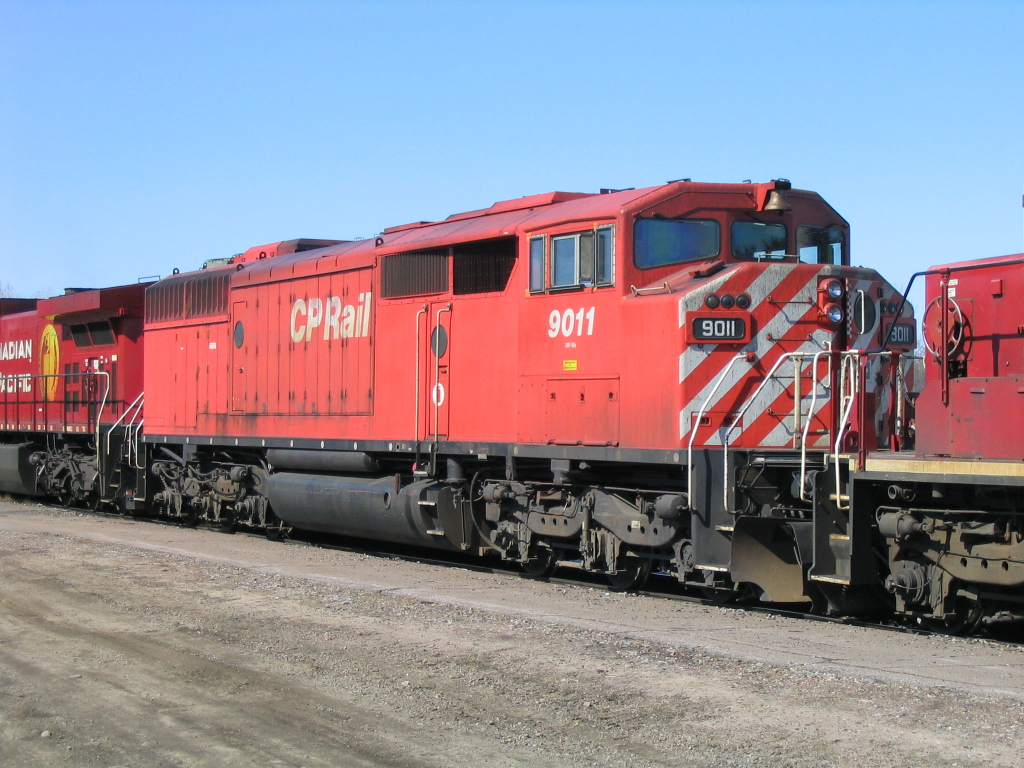
CP-Rail #9011, eine der 1988–1989 gelieferten SD 40-2F